# پیز برنینا
پیز برنینا (آلمانی: Piz Bernina) بلندترین کوه رشته‌کوه برنینا است که در جنوب شرقی کشور سوئیس واقع‌شده است.